# Cửu Chân
Cửu Chân (chữ Hán: 九真) là một địa danh cổ của Việt Nam.

## Từ nguyên
Theo Michel Ferlus (2012) và Frédéric Pain (2020), cặp Hán tự 九真 được phát âm là *kuˀ-cin (có thể viết là *k.cin) trong giai đoạn tiếng Hán thượng cổ, rất tương đồng với từ ksiːŋ muːl  nghĩa là "người" trong tiếng Puộc, và từ ktiːŋ² nghĩa là "người" trong tiếng Thavưng. Hai từ ksiːŋ và ktiːŋ nêu trên bắt nguồn từ *kciːŋ của tiếng Vietic nguyên thủy, một từ ghép tiền tố *k- với căn tố *ciɲ "chân", dịch nghĩa đen cả thể cụm hình vị là "kẻ có chân", tức là "con người". Như vậy, người Hán cổ có lẽ đã dùng chữ 九真 để ký âm hai tiếng gọi người của dân bản địa, rồi sau này lấy nó để đặt địa danh Cửu Chân.
Pain kết luận thêm rằng: "Do đó, Cửu Chân có lẽ từng là quê nhà của một số tổ tiên người nói tiếng Nam Vietic Thavưng - Aheu."

## Lịch sử

### Thời Hùng Vương
Nước Văn Lang của các vua Hùng bao gồm 15 bộ. Bộ Cửu Chân khi đó gồm địa phận tỉnh Thanh Hóa và một phần tỉnh Ninh Bình.

### Thời nhà Hán
Năm Nguyên Đỉnh thứ 6 (111 TCN) lập quận Cửu Chân, thuộc Giao Châu. Quận Cửu Chân được thành lập là vùng đất bao gồm: Thanh Hóa, Nghệ An, Hà Tĩnh và một phần Ninh Bình ngày nay. Lúc đó, Quận Cửu Chân gồm 7 huyện: Tư Phố (thời Vương Mãng gọi là Hoan Thành), Cư Phong, Đô Lung, Dư Phát, Hàm Hoan, Vô Thiết, Vô Biên. Thời Vương Mãng gọi quận Cửu Chân là Cửu Chân đình. Dân số có trên 166.000 người trong hơn 35.000 hộ. Thời Đông Hán, quận Cửu Chân gồm 5 huyện: Tư Phố, Cư Phong, Hàm Hoan, Vô Công, Vô Biên. Dân số có trên 209.890 người trong hơn 46.513 hộ

### Thời hậu Hán
Quận Cửu Chân thuộc nhà Đông Ngô thời Tam quốc, rồi Nhà Tấn, tiếp đến là Nam Bắc triều (210-581).
Nhà Đông Ngô tách quận Cửu Chân thành hai quận Cửu Chân (Thanh Hóa và một phần Ninh Bình) và quận Cửu Đức.
Thời nhà Tấn, quận Cửu Chân gồm 7 huyện: Tư Phố, Di Phong, Tân Ngô, Kiến Sơ, Thường Lạc, Phù Lạc, Tùng Nguyên. Quận Cửu Đức gồm 8 huyện: Cửu Đức, Hàm Hoan, Nam Lăng, Dương Toại, Phù Linh, Khúc Tư, Phố Dương, Đô Hào.
Thời Lưu Tống, Cửu Chân gồm các huyện: Di Phong (đổi tên từ Cư Phong thời Đông Ngô), Tư Phố, Tùng Nguyên, Cao An, Kiến Sơ, Thường Lạc, Quân An, Vũ Ninh, Đô Lung, Ninh Di, Tân Ngô. Quận Cửu Đức thời Lưu Tống tách thành 11 huyện: Phố Dương, Cửu Đức, Hàm Hoan, Đô Nhân, Tây An, Nam Lăng, Việt Thường, Tống Thái, Tống Xương, Hi Bình.
Thời Nam Tề, quận Cửu Chân gồm 10 huyện: Di Phong, Tư Phố, Tùng Nguyên, Cao An, Kiến Sơ, Thường Lạc, Tân Ngô, Quân An, Cát Bàng, Vũ Ninh. Quận Cửu Đức gồm 7 huyện: Cửu Đức, Hàm Hoan, Phố Dương, Nam Lăng, Đô Hào, Việt Thường, Tây An.
Thời nhà Lương, quận Cửu Chân thuộc về Ái Châu.
Thời thuộc Tùy (581-617), quận Cửu Chân gồm 7 huyện với 16.135 hộ: Cửu Chân, Di Phong, Tư Phố, Long An (cũ là Cao An), Quân An, An Thuận (cũ là Thường Lạc), Nhật Nam.
Thời nhà Đường, năm Vũ Đức thứ 5 (622) thời Đường Cao Tổ, lập Ái Châu thuộc Giao Châu tổng quản phủ, bao gồm 4 huyện: Cửu Chân, Tùng Nguyên, Dương Sơn, An Thuận. Trong vùng đất cũ của quận Cửu Chân thời Tùy còn lập ra 7 châu là Tích Châu, Thuận Châu, An Châu, Vĩnh Châu, Tư Châu, Tiền Chân Châu, Sơn Châu. Sau đó đổi tên Vĩnh Châu thành Đô Châu. Năm Vũ Đức thứ 9 (626), đổi tên Tích châu thành Nam Lăng châu. Năm Trinh Quan thứ nhất (627) thời Đường Thái Tông, phế bỏ Đô Châu và nhập vào Tiền Chân Châu. Cùng năm, phế bỏ Tiền Chân Châu, nhập chung vào Nam Lăng Châu. Sau lại phế bỏ An Châu thành huyện Long An, phế bỏ Sơn Châu thành huyện Kiến Sơ. Sau đó bỏ 2 huyện Dương Sơn, An Thuận và nhập vào huyện Cửu Chân. Đổi tên Nam Lăng Châu thành Chân Châu. Năm Trinh Quan thứ 8 (634), bỏ huyện Kiến Sơ và nhập vào huyện Long An. Năm Trinh Quan thứ 9 (635), bỏ huyện Tùng Nguyên và nhập vào huyện Cửu Chân. Năm thứ 10 (636), bỏ Chân Châu, lấy 4 huyện Tư Phố, Quân An, Nhật Nam, Di Phong cho thuộc vào Ái Châu. Năm Thiên Bảo thứ 1 (742) thời Đường Huyền Tông, đổi lại thành quận Cửu Chân. Năm Càn Nguyên thứ 1 (758) thời Đường Túc Tông lại phục hồi tên gọi Ái Châu. Theo Cựu Đường thư, thời kỳ thuộc niên hiệu Thiên Bảo thì quận Cửu Chân có 6 huyện và 14.700 hộ dân.
Như vậy, cuối thời Đường thì Ái Châu bao gồm 6 huyện: Cửu Chân, An Thuận, Sùng Bình, Quân Ninh, Nhật Nam, Vô Biên.
- Cửu Chân: Thời Hán Vũ Đế lập quận Cửu Chân, trụ sở đặt tại huyện Tư Phố. Bao gồm 7 huyện Cư Phong, Đô Lung, Dư Phát, Hàm Hoan, Vô Thiết, Vô Biên. Huyện Cửu Chân thời Đường là huyện Cư Phong thời Hán. Nhà Ngô đổi tên thành Di Phong. Nhà Tùy đổi tên thành huyện Cửu Chân, là nơi đặt trụ sở của châu. Từ thời Hán tới Nam Tề là quận Cửu Chân. Nhà Lương cho thuộc về Ái Châu, nhà Tùy lại cho thuộc quận Cửu Chân.
- An Thuận: Năm Vũ Đức thứ 3 (620), lập Thuận Châu, chia làm 3 huyện Đông Hà, Kiến Xương, Biên Hà. Sau khi phế bỏ châu, cả ba huyện nhập lại thành huyện An Thuận, thuộc Ái Châu.
- Sùng Bình: thời Tùy là huyện Long An. Năm Vũ Đức thứ 5 (622), tại huyện này lập ra 2 châu là An Châu (gồm 4 huyện Long An, Giáo Sơn, Kiến Đạo, Đô Ác) và Sơn Châu (gồm 5 huyện Cương Sơn, Chân Nhuận, Cổ An, Tây An, Kiến Sơ). Năm Trinh Quan thứ 1 (627), bỏ An Châu, sau lại bỏ Sơn Châu, đổi lại thành huyện Long An thuộc Ái Châu. Năm Tiên Thiên thứ 1 (712), đổi thành huyện Sùng An. Năm Chí Đức thứ 2 (757), đổi thành Sùng Bình.
- Quân Ninh: Thời Tùy là huyện Quân An. Năm Vũ Đức thứ 5 (622), lập Vĩnh Châu. Năm thứ 7 (624), đổi thành Đô Châu. Năm Trinh Quan thứ 1 (627), đổi thành Tiền Chân Châu. Năm thứ 10 (636), thuộc về Ái Châu. Năm Chí Đức thứ 2, đổi thành Quân Ninh.
- Nhật Nam: Thời Hán là Cư Phong. Thời Tùy là huyện Nhật Nam
- Vô Biên: Huyện có từ thời Hán. Thời Hán còn có huyện Tây Vu, ở phía đông của huyện Vô Biên thời Đường.

### Thời nhà Trần và nhà Hồ
Năm 1397, vua Trần Thuận Tông đổi làm trấn Thanh Đô, gồm 3 châu và 7 huyện: 
- Châu Thanh Hóa gồm: Nga Lạc, Tế Giang, Yên Lạc, Lỗi Giang;
- Châu Ái gồm: Hà Trung, Thống Bình, Tống Giang, Chi Nga;
- Châu Cửu Chân gồm: Cổ Chiến, Kết Thuế, Duyên Giác, Nông Cống;
- 7 huyện là: huyện Cổ Đằng; huyện Cổ Hoằng; huyện Đông Sơn; huyện Vĩnh Ninh; huyện Yên Định; huyện Lương Giang; huyện Cổ Lôi.

## Dẫn nguồn
- Ferlus, Michel (2012). "Origine des noms anciens du Cambodge: Fou-nan et Tchen-la. L'interprétation des transcriptions chinoises". Péninsule. 65 (2): 47–64.
- Pain, Frederic (2020). ""Giao Chỉ" ("Jiāozhǐ") as a diffusion center of Chinese diachronic changes: syllabic weight contrast and phonologisation of its phonetic correlates". Tsing Hua Journal of Chinese Studies. 40 (3): 1–57.